# Moriah
Moriah – miasto w Stanach Zjednoczonych, w stanie Nowy Jork, w hrabstwie Essex.